# 梅膺祚
梅膺祚（？—？），字誕生，南直隸寧國府宣城縣人，“林中七子”梅鼎祚的從弟。
萬曆年間國子監太學生，好讀書，著述繁多。萬曆四十三年（1615年）編成《字彙》一書，此書按部首編排，改良《說文解字》，將其部首簡化成214個，後來的《正字通》、《康熙字典》的編輯過程即以《字彙》為藍本。